# Drybina
Drybina (biał. Дрыбіна; ros. Дрибино, Dribino) – wieś na Białorusi, w obwodzie witebskim, w rejonie orszańskim, w sielsowiecie Piszczaława.